# Делирий
Дели́рий (лат. delirium «безумие, бред»; deliro «безумствую, брежу») — психическое расстройство, протекающее с помрачением сознания, нарушением внимания, восприятия, мышления и эмоций. В DSM-5 и МКБ-11 относится к группе нейрокогнитивных расстройств. Характеризуется наличием истинных, преимущественно зрительных, галлюцинаций и иллюзий, и, как следствие, вторичным бредом; наличием эмоциональных (аффективных) нарушений, сенестопатиями, затруднённой ориентировкой в окружающем мире, дезориентацией во времени. При этом сохраняются осознание собственной личности и опасностей. Эмоциональное состояние больного зависит от характера протекающих галлюцинаций. Больной может быть опасен для себя и окружающих. После выхода из делирия — частичная конградная амнезия (амнезируются реальные события и болезненные воспоминания).

## История изучения
Lindesay (1999) сообщает, что термин «делирий» введён древнеримским учёным по имени Авл Корнелий Цельс в I веке н. э.
В современной трактовке понятие «делирий» утратило своё прежнее психопатологическое содержание, как качественное расстройство сознания с истинными, преимущественно зрительными, галлюцинациями. Клиника делирия, согласно современным классификациям психических расстройств МКБ-10 и DSM-IV, включает разнообразные состояния традиционных для российской психопатологии как качественных (собственно делирий, аменция, онейроид), так и количественных (оглушение, сопор, кома) расстройств сознания, а также связанных с ним нарушениями когнитивных и других психических функций.

## Классификация
Виды делирия:
- лекарственный делирий (от любых лекарств, но чаще психотропных)
- наркотический делирий (кокаиновый, гашишный, опиумный делирий)
- органический делирий
- делирий без делирия (лат. delirium sine deliro, или люцидный делирий — с суженностью сознания без галлюцинаций)
- истерический делирий (c сексуальной расторможённостью, живой мимикой и пантомимикой, яркими галлюцинациями)
- старческий делирий
- инфекционный делирий (во время инфекционного заболевания)
- травматический делирий (при черепно-мозговой травме)
- алкогольный делирий
  - аудитивный делирий (преобладание вербального галлюциноза в алкогольном делирии)
- профессиональный делирий (характеризуется нарушением ориентировки в окружающем: больному кажется, что он находится в своей рабочей обстановке. Отмечается двигательное возбуждение в виде воспроизведения привычных профессиональных действий)[5].
- сосудистый делирий (при сосудистых заболеваниях головного мозга)
- эпилептический делирий
- онейроидный (шизофренический) делирий (характеризуется сценоподобными галлюцинациями фантастического и мистико-религиозного содержания)[6]
- шизофреноидный делирий (с шизофреноподобной симптоматикой)
- мусситирующий «бормочущий» делирий
- сонноподобный делирий

## Этиопатогенез
Делирий можно рассматривать как преходящее психическое расстройство, отражающее острую недостаточность мозга, вследствие диффузного нарушения метаболизма. Делирий как бы является своеобразной физиологической декомпенсацией функций мозга, аналогично синдрому сердечной, почечной или печёночной недостаточности.
Делирий обычно возникает из-за нарушений, связанных с различными собственно мозговыми и общими заболеваниями, а также он может возникнуть под влиянием ряда химических веществ, при гипоксии, лишении сна, в абстиненции при лишении наркотиков. Обычно среди причин делирия выделяют три главных группы:
1. болезни центральной нервной системы (например, эпилепсия, менингит или энцефалит);
2. системные соматические заболевания (например, сердечная, лёгочная, почечная или печёночная недостаточность);
3. интоксикации (например, нейротоксины при общих инфекциях, наркотические средства, алкоголь, медикаменты).

## Клиника
Делирий может возникать на высшей стадии инфекционного заболевания. Вызванный злоупотреблением алкоголя делирий называют «белой горячкой». Продолжительность делирия может варьироваться от нескольких часов до нескольких недель. Хотя в общем память о пережитом в течение делирия, как правило, сохраняется, после делирия зачастую отмечается частичная амнезия.
При делирии отмечают следующие соматовегетативные нарушения:
- потливость
- колебания температуры тела
- колебания артериального давления
- мышечная слабость
- тахикардия
- крупноразмашистый тремор
- шаткость походки

## Диагностика
В зарубежной литературе широко обсуждается возможность использования формализированных клинико-номинальных шкал для измерения выраженности симптомов делирия в динамике с целью оценки эффективности лечебных интервенций и улучшения диагностики данного расстройства. В повседневной практике для скрининга делирия популярностью пользуется «Метод диагностики спутанности» (Confusion Assessment Method — CAM; Inouye и др., 1990), который учитывает динамику развития расстройства. Популярной также является «Delirium Rating Scale-Revised-98» (Trzepacz P.T. и др.,1988; 1999) — шкала, которая позволяет количественно измерить выраженность нарушений при делирии по 16 параметрам (13 параметров — субшкала тяжести делирия, 3 параметра — субшкала, облегчающая дифференциальную диагностику делирия). Более детальной в плане изучения основных нейропсихологических функции является «Когнитивный тест для пациентов с делирием» (Cognitive Test for Delirium — CTD; Hart et al., 1996). Данный тест, также как и Пересмотренная шкала делирия (DRS-R-98), позволяют их использование даже в тех случаях, когда способность пациента к взаимодействию с исследователем ограничена в связи с интубацией, неподвижностью или отсутствием речи.

## Прогноз
Прогноз у пациентов, как правило, благоприятный, поскольку делирий — транзиторное и обратимое состояние. Основная задача при алкогольном или наркотическом делирии — борьба с интоксикацией. При инфекционном — лечение основного заболевания и т. д. таким образом, тяжесть течения и прогноз зависит от этиологии и стадии заболевания, при котором делирий возникает.